# 2011 în literatură
- 2010 în literatură — 2011 în literatură — 2012 în literatură

2011 în literatură implică o serie de evenimente:

## Cărți noi

### Literatură
- David Armand - The Pugilist's Wife
- T.C. Boyle – When the Killing's Done
- Geraldine Brooks – Caleb's Crossing (roman)
- Bonnie Jo Campbell – Once Upon a River
- Patrick deWitt – The Sisters Brothers
- E. L. Doctorow – All the Time in the World
- Steve Earle – I'll Never Get Out of This World Alive
- Harald_Rosenløw_Eeg — Gyldig fravær – Absență valabilă – (roman pentru tineret)
- Jeffrey Eugenides – The Marriage Plot
- Jonathan Evison – West of Here
- Robb Forman Dew – Being Polite to Hitler
- Charles Frazier – Nightwoods
- James Frey – The Final Testament of the Holy Bible
- Benjamin Hale – The Evolution of Bruno Littlemore
- Ron Hansen – A Wild Surge of Guilty Passion
- Chad Harbach – The Art of Fielding
- Mat Johnson – Pym
- Andrew Miller - Pure
- Haruki Murakami – 1Q84
- Téa Obreht – The Tiger's Wife
- Michael Ondaatje – The Cat's Table
- Ann Patchett – State of Wonder
- Chuck Palahniuk – Damned
- Tom Perrota – The Leftovers
- Arthur Phillips – The Tragedy of Arthur
- Karen Russell – Swamplandia!
- John Sayles – A Moment in the Sun
- Colm Tóibín – The Empty Family
- David Foster Wallace – The Pale King
- Daniel Woodrell – The Outlaw Album

## Premii
- Medalia Premiului Nobel Premiul Nobel pentru Literatură — Tomas Tranströmer

### Premiile Academiei Române
Premiile Academiei Române pe 2009 și acordate în 2011.
- Premiul „Ion Creangă”: "Lizoanca la 11 ani" de Doina Ruști